# 武井俊文
武井 俊文（たけい としふみ、1930年9月27日 - ）は、日本の経営者。石川島播磨重工業社長を務めた。長野県出身。

## 経歴
1953年に早稲田大学政治経済学部経済学科を卒業し、同年に石川島播磨重工業に入社。1985年6月に取締役を就任し、1989年6月に常務、1993年6月に専務を経て、1994年6月に副社長に就任し、1995年6月には社長に昇格。2001年6月から相談役を務めた。
2000年6月から2012年3月までに宇宙科学振興会理事長を務めた。
2015年11月旭日重光章受章。